# Piana abissale di Sohm
La piana abissale di Sohm è una piana abissale situata nella parte settentrionale dell'Oceano Atlantico e che ha un'area di circa 900.000 km2.